# Karl Henrik Anckarswärd

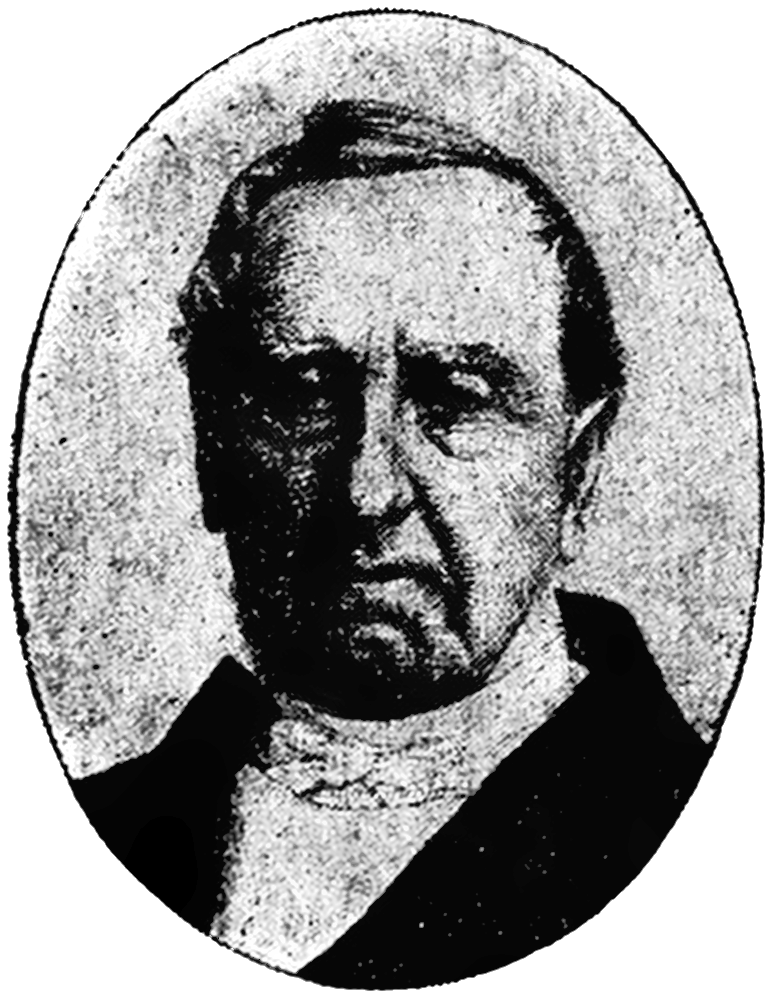
Karl Henrik Anckarswärd

Karl Henrik Anckarswärd (* 22. April 1782 in Sveaborg; † 25. Januar 1865 in Stockholm) war ein schwedischer Oberst und Politiker.
Anckarswärd war der älteste Sohn des Grafen Michael Anckarswärd (1742–1838), der als Unterstützer der Revolution von 1772 (Gustav III.) mit dem Rang eines Leutnants und dem Adelsstand (sein väterlicher Name war Coßwa) belohnt worden war.
Er wurde 1803 Major und Oberadjutant bei Graf Gustaf Mauritz Armfelt, darauf bei General Cederström und später bei Georg Adlersparre.
Karl Henrik nahm als Major am Dänisch-Schwedischen Krieg (1808) teil und zeichnete sich aus. 1809 wurde er von Adlersparre in die Revolution von 1809 (Gustav IV. Adolf) verwickelt und wurde nach dem glücklichen Ausgang zum Oberst befördert. Im Feldzug 1813 gegen Frankreich folgte er mit seinem Regiment dem schwedischen Kronprinzen Bernadotte nach Deutschland, wurde jedoch entlassen, nachdem er sich in einem Brief an den Kronprinzen gegen dessen Politik ausgesprochen hatte.
Anckarswärd kehrte nach Schweden zurück, wo er auf seinem Gut Karlslund bei Örebro lebte. 1817 begann er seine parlamentarische Laufbahn, wo er im Reichstag mit mitreißender Beredsamkeit gegen die Regierung auftrat, sich aber wegen seiner persönlichen Abneigung gegen König Karl Johann oft zur Leidenschaftlichkeit hinreißen ließ. Auch nach dem Tod des Königs 1844 gehörte Anckarswärd der Opposition an.
Karl Henrik Anckarswärd starb am 25. Januar 1865 in Stockholm.